# Rüsseleishöcker
Die Rüsseleishöcker (norwegisch Rüsselryggane) sind ein Gebiet von bis zu 40 m hohen Eishöckern vor der Prinzessin-Martha-Küste des ostantarktischen Königin-Maud-Lands. An der Front des Ekström-Schelfeises liegen sie im inneren Bereich des Atka-Bucht.
Deutsche Wissenschaftler benannten sie deskriptiv, da sie in ihrer Form an den Rüssel eines Elefanten erinnern.